# Hexbug
Hexbug es una marca de juguetes infrarrojos y autómatas desarrollados y distribuidos por Spin Master. HEXBUG utiliza muchos elementos encontrados en la robótica BEAM. HEXBUG se probó por primera vez en EEUU a través de RadioShack y ahora se vende en la mayoría de las tiendas minoristas más importantes. Los HEXBUG originales están basados en artrópodos de seis patas, pero ahora vienen en varias variedades diferentes. El nombre "HEXBUG" se relaciona con el embalaje de seis lados en el que se vende, más que con su número de patas.

## Historia
HEXBUG fue fundada en 2007 en Greenville, Texas, por Innovation First International, Inc., una empresa que se fundó en 1996 para desarrollar productos robóticos a pequeña escala, principalmente para The FIRST Robotics Competition. HEXBUG fue diseñado para expandir la presencia de la compañía en el mercado minorista de juguetes, así como para sumarse a la experiencia creada por VEX Robotics, una marca subsidiaria de Innovation First International, Inc. que se especializa en robótica construida de manera similar a Erector Sets, y Rack Solutions, que es una empresa de ingeniería que se especializa en productos de tecnología de la información. Sin embargo, en 2023, HEXBUG fue adquirido por Spin Master y renombrado a Hex Bot.Hex Bots, Spin Master, 3 de abril de 2025.Algunos productos de HEXBUG se han vendido en el extranjero, como en Japón por el fabricante de juguetes Bandai . El embalaje de estas versiones internacionales difiere ligeramente, ya que el logotipo de HEXBUG es azul en lugar de su aspecto característico en naranja y gris, pero los productos aún conservan su característico embalaje hexagonal.
Se han vendido varias líneas de productos bajo el nombre HEXBUG, como las series nano, BattleBots, Micro Titans, Mechanicals, HEXMODS, JunkBots y MoBots. Además, se han lanzado productos independientes, como juguetes para gatos y juegos de mesa.

## Productos
Tenga en cuenta que los HEXBUG enumerados no incluyen todos los modelos lanzados, solo algunos de los más importantes.

### Original
El modelo original HEXBUG es un juguete que reacciona a los sonidos fuertes y a la presión en sus antenas y corre por la habitación. Diseñado según el modelo de un escarabajo, estaba disponible en cinco formas y colores diferentes: Alpha (naranja), Bravo (verde), Charlie (azul), Delta (amarillo) y Echo (rojo). El juguete debutó en 2007 en las tiendas RadioShack . Más tarde se introduciría un rediseño similar, apropiadamente llamado "Escarabajo".

### Hormiga
El Inchworm fue el primer insecto mecánico controlado por infrarrojos, que utilizaba un control remoto que le permitía moverse libremente alrededor de su centro y se movía lentamente con dos pares de patas, de ahí el nombre de "inchworm". El Inchworm venía en cinco colores: verde, rojo, índigo, negro y ciruela. El Inchworm también debutó en el otoño de 2008 junto con el Crab.  A pesar de llamarse "Inchworm", este producto solo se parece al Inchworm en que se mueve lentamente; visualmente, no hay ningún parecido.La hormiga es un micro insecto robótico de 6 cm (2,3 pulgadas) de largo que tiene sensores táctiles delanteros y traseros que le permiten maniobrar alrededor de los objetos en su camino, mientras que sus patas con ruedas le permiten a la hormiga robótica moverse diez veces más rápido que cualquier robot HEXBUG anterior. Fue lanzado en abril de 2009  hexbug_ant.jpg

### Escarabajo (Escarabajo de alta tecnología)
El escarabajo HEXBUG de alta tecnología, una micro criatura robótica, viajará en línea recta hasta que choque con un objeto en su camino o escuche un ruido fuerte. Al sentir contacto o ruido, el insecto retrocede en semicírculo y luego avanza en una nueva dirección. Equipado con sensores de impacto, se arrastra y detecta objetos. Está disponible en varios colores y viene con dos baterías. Es adecuado para niños de ocho años o más. 

### Araña
Spider es un robot hexápodo controlado a distancia capaz de cambiar de dirección mediante la rotación de su cabeza. La cabeza presiona las articulaciones de las piernas para moverlas hacia adelante en la dirección hacia la que apunta la cabeza. Está alimentado por tres pilas de botón LR44 (AG13) reemplazables.

### Araña de batalla 1.0
La Araña de Batalla es una variante del Spider. Equipado con una luz LED y un sensor, puede participar en batallas de laser tag. A diferencia del Spider estándar y del Battle Spider 2.0, la primera edición del Battle Spider solo puede avanzar. Está alimentado por tres baterías LR44 (AG13) reemplazables.

### Araña de batalla 2.0
El Battle Spider 2.0 es una edición revisada del Battle Spider. Puede caminar hacia atrás como el Spider original y está alimentado por tres baterías LR44 (AG13) reemplazables.

### Escarabajo
El Scarab es un robot mecánico de rápido movimiento diseñado para parecerse a un escarabajo con seis patas. Su movimiento es autónomo y aleatorio, reaccionando a los obstáculos con un rápido cambio de dirección. El escarabajo volverá automáticamente a ponerse de pie si está boca abajo. Los engranajes internos y los motores son visibles a través de su carcasa translúcida. Está alimentado por tres baterías LR44 (AG13) reemplazables.

### Tarántula
La Tarántula es un robot de ocho patas controlado a distancia que se parece a Strandbeast. Puede moverse en todas direcciones y también girar. 

### Tarántula de batalla
La Tarántula de Batalla tiene las mismas funciones que la Tarántula pero puede disparar y moverse.

### Nano Nitro

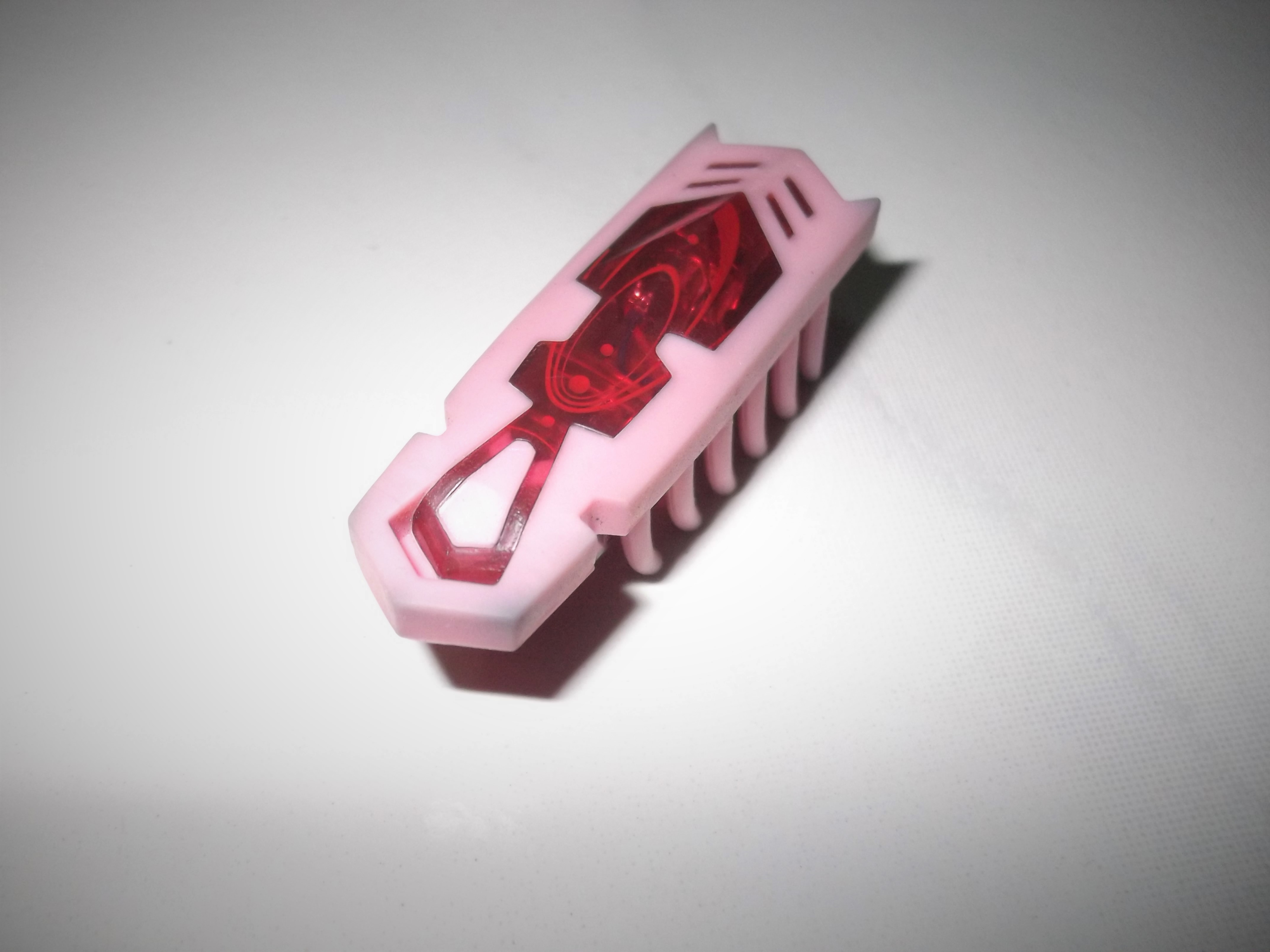
Hexbug Nano

En 2017 se lanzó un desarrollo del Nano v2 (2013). Estos insectos, al igual que sus contrapartes v2 y originales, también son bristlebots. Una mejora es que tienen cinco espinas en la espalda en lugar de las tres de la v2. Otra mejora es la oscilación reducida, lo que permite que los insectos se muevan más rápido. Sus espinas les permiten trepar verticalmente entre dos placas o paredes tubulares adecuadamente espaciadas. Las cinco espinas en sus espaldas mejoran su estabilidad en comparación con la v2, particularmente cuando se enderezan por sí solos desde sus espaldas.Junto con los juguetes se ofrece una variedad de hábitats hechos de tubos de plástico transparente, que van desde un simple tubo vertical para escalar hasta hábitats para varios robots en plástico transparente, con arenas horizontales unidas por tubos de escalada curvos. También se encuentran disponibles piezas de construcción adicionales, incluidos tubos retorcidos, embudos y agujeros negros.

### Aquabot
En 2013 se lanzó una línea de peces robóticos en miniatura. Sus sensores incorporados detectan líquido, lo que activa la aleta caudal para la propulsión a través del agua.  Disponible como pez, medusa, wahoo y caballito de mar.

### Robótica VEX
Una línea de juegos de construcción para construir robots, los kits VEX Robotics permiten a los jugadores construir sus propios artilugios, así como versiones mejoradas de los productos Hexbug. Recibe su nombre de la plataforma de aprendizaje VEX Robotics desarrollada por Innovation First, que se utilizó de forma destacada para la educación STEM.

### Fútbol robótico
Estos robots con forma de coche juegan al fútbol.

#### Robots de batalla
Una línea de robots para imitar el programa BattleBots. A lo largo de los años ha habido muchas líneas de sets Rivals, el Build-Your-Own-Bot y múltiples variaciones de Battlebox. Permite a las personas que estén jugando con ellos utilizar un par de controladores infrarrojos con movimiento horizontal y vertical, así como un botón superior que permite a la persona activar su arma. El objetivo es derribar todas las placas removibles de tus oponentes para simular daño.

### Versiones descontinuadas

#### Cangrejo
El Cangrejo fue el segundo error mecánico de HEXBUG. Solo se movía lateralmente y reaccionaba a los obstáculos, la luz y el sonido invirtiendo la dirección. Fue retirado en septiembre de 2014, muy probablemente debido a un defecto común en sus patas traseras. El cangrejo venía en cinco colores distintos: verde, rojo, negro, índigo y turquesa. Este modelo debutó en el otoño de 2008.

#### Larva
La Larva era un robot con forma de gusano y un ojo infrarrojo que evitaba los objetos que se encontraban en su camino. Sin embargo, su consumo de batería era muy elevado. Fue retirado en febrero de 2015.Los HexBugs funcionan vibrando, lo que hace que se muevan de forma esporádica e impredecible, de forma similar a los insectos que los modelaron.